# 邢昕
邢昕（？—540年以后），字子明，河間郡鄚县（今河北省雄县鄚州镇）人，南北朝北魏至东魏官员、文人，尚书郎中邢伟之子。
邢昕幼年丧父，由祖母李氏抚养长大。他喜爱学问，早年便展现出文学才华。正光五年（524年），萧宝寅为讨伐莫折天生之乱出兵关中时，邢昕在其麾下担任东阁祭酒，负责文书方面的事务。他在军中获授荡寇将军称号，后逐步晋升为太尉记室参军。后来，经吏部尚书李神儁举荐，他担任起居注。太昌元年（532年），被任命为中书侍郎，加授平东将军、光禄大夫。当时，因他有僭越的言论，遭到御史中尉弹劾而被免职，为此他创作了《述躬赋》。永熙二年（533年），他与秘书监常景一同负责典仪注事。永熙三年（534年），魏孝武帝举行释奠礼时，邢昕与校书郎裴伯茂等人共同担任录义之职。他以侍读身份入朝，与温子昇、魏收等人一同负责诏书敕令的撰写。东魏建立后，他回到故乡河间，后与邢邵、魏季景、魏收等人一同被征召至邺都。不久后又返回故乡，随后再次被征召。天平四年（537年），南朝梁使者刘孝仪等人前来东魏时，邢昕以兼正员郎的身份前往边境迎接。之后，他受孙腾征召担任司徒中郎，不久后获授通直散骑常侍，加授中军将军。兴和二年（540年），他作为李象的副使出使南朝梁。回国后，遵照高澄的旨意，已内定为司徒右长史，但在正式任命下达前，因病去世，朝廷追赠他车骑将军、都官尚书、冀州刺史，谥号文。他生前撰写的文章被收录在文集中。